# 瑪麗·萊恩·萊傑斯庫

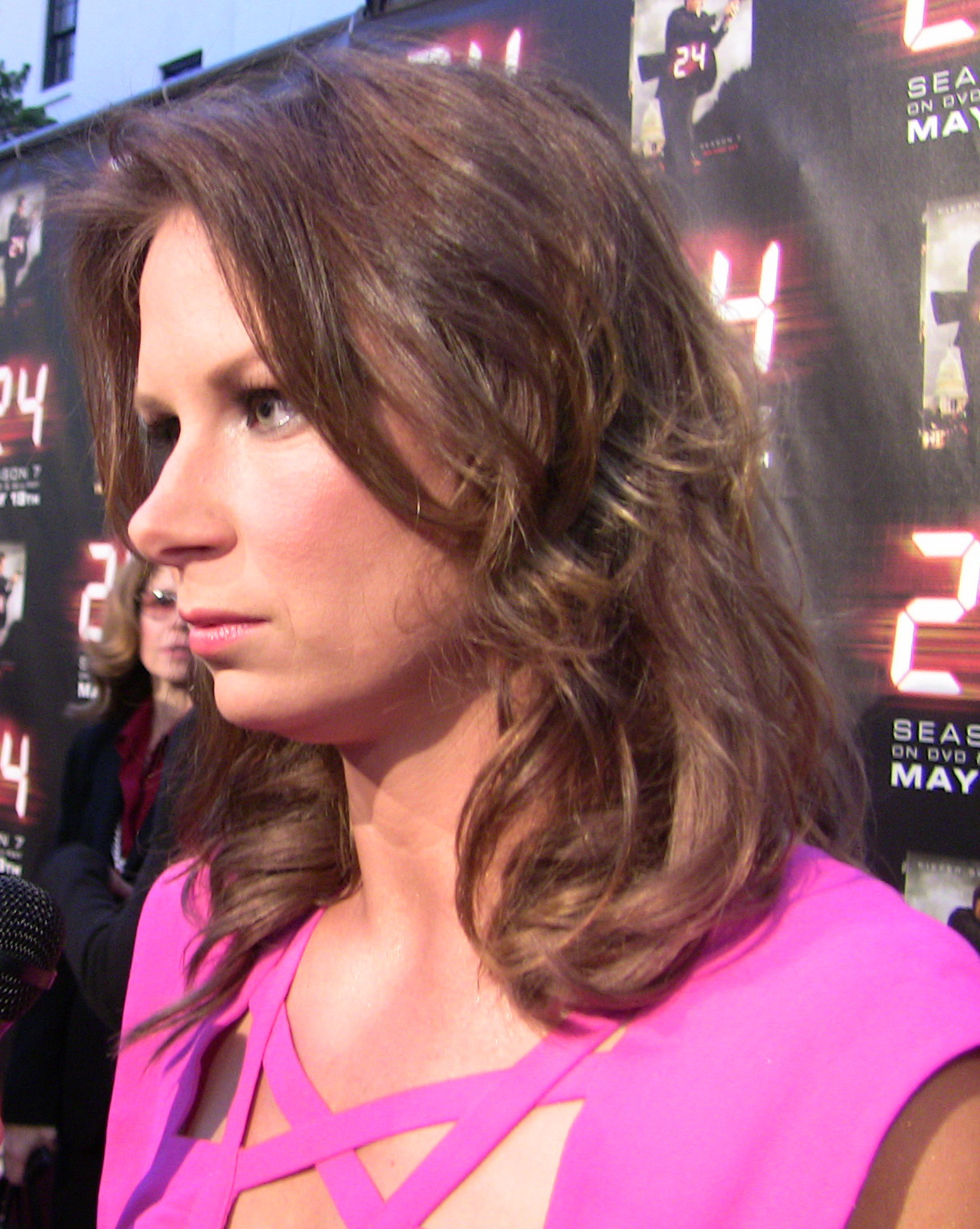
2009年《24系列》放映会上的玛丽·莱恩·莱杰斯库

瑪麗·萊恩·萊傑斯庫（Mary Lynn Rajskub，1971年6月22日—）是一位美國女演員，出生於美國密歇根州底特律。其著名電視影集作品有福斯廣播公司影集《24系列》中飾演岳高蓮，此外亦曾於多部影集中客串及常規演出，包括《上流名醫》、《摩登家庭》、《醫人當自強》、《心計》、《患難姊妹花》、《荒唐分局》等。電影方面，她亦於多部著名電影演出，包括《戀愛雞尾酒》、《美麗蹺佳人》、《陽光小小姐》、《清潔小小姐》、《茱莉對茱莉亞－隔代廚神》等。

## 外部連結
- Mary Lynn Rajskub在互联网电影资料库（IMDb）上的資料（英文）
- Mary Lynn Rajskub的X（前Twitter）
- Mary Lynn Rajskub Interview on Fox News Radio
- Stand-up comedy video